# Diocesi di Salem
La diocesi di Salem (in latino Dioecesis Salemensis) è una sede della Chiesa cattolica in India suffraganea dell'arcidiocesi di Pondicherry e Cuddalore. Nel 2022 contava 86.938battezzati su 5.356.000 abitanti. È retta dal vescovo Arulselvam Rayappan.

## Territorio
La diocesi comprende i distretti di Namakkal e Salem, nello Stato indiano del Tamil Nadu.
Sede vescovile è la città di Salem, dove si trova la cattedrale del Bambin Gesù.
Il territorio è suddiviso in 60 parrocchie.

## Storia
La diocesi è stata eretta il 26 maggio 1930 con la bolla Ad maius religionis di papa Pio XI, ricavandone il territorio dalle diocesi di Kumbakonam e di Mysore e dall'arcidiocesi di Pondicherry (oggi arcidiocesi di Pondicherry e Cuddalore).
Il 24 gennaio 1997 ha ceduto una porzione del suo territorio a vantaggio dell'erezione della diocesi di Dharmapuri.

## Cronotassi dei vescovi
Si omettono i periodi di sede vacante non superiori ai 2 anni o non storicamente accertati.
- Henri-Aimé-Anatole Prunier, M.E.P. † (26 maggio 1930 - 20 novembre 1947 dimesso[2])
- Venmani S. Selvanather † (3 marzo 1949 - 17 marzo 1973 nominato arcivescovo di Pondicherry e Cuddalore)
- Michael Bosco Duraisamy † (28 febbraio 1974 - 9 giugno 1999 deceduto)
- Sebastianappan Singaroyan (5 luglio 2000 - 9 marzo 2020 dimesso)[3]
- Arulselvam Rayappan, dal 31 maggio 2021

## Statistiche
La diocesi nel 2022 su una popolazione di 5.356.000 persone contava 86.938 battezzati, corrispondenti all'1,6% del totale.
| anno | popolazione | popolazione | popolazione | presbiteri | presbiteri | presbiteri | presbiteri                | diaconi | religiosi | religiosi | parrocchie |
| anno | battezzati  | totale      | %           | numero     | secolari   | regolari   | battezzati per presbitero | diaconi | uomini    | donne     | parrocchie |
| ---- | ----------- | ----------- | ----------- | ---------- | ---------- | ---------- | ------------------------- | ------- | --------- | --------- | ---------- |
| 1950 | 40.094      | 2.800.000   | 1,4         | 53         | 30         | 23         | 756                       |         | 8         | 150       | 30         |
| 1970 | 60.455      | 3.457.865   | 1,7         | 71         | 61         | 10         | 851                       |         | 41        | 361       | 38         |
| 1980 | 77.158      | 4.843.615   | 1,6         | 93         | 78         | 15         | 829                       | 1       | 123       | 523       | 49         |
| 1990 | 102.441     | 8.408.000   | 1,2         | 104        | 89         | 15         | 985                       | 1       | 104       | 545       | 54         |
| 1999 | 78.164      | 4.534.840   | 1,7         | 167        | 72         | 95         | 468                       | 1       | 209       | 391       | 38         |
| 2000 | 80.500      | 4.670.844   | 1,7         | 159        | 66         | 93         | 506                       | 1       | 200       | 403       | 38         |
| 2001 | 81.010      | 4.870.920   | 1,7         | 84         | 66         | 18         | 964                       | 1       | 110       | 405       | 38         |
| 2002 | 81.920      | 4.919.629   | 1,7         | 80         | 60         | 20         | 1.024                     | 1       | 117       | 408       | 39         |
| 2003 | 83.140      | 4.990.255   | 1,7         | 82         | 62         | 20         | 1.013                     | 1       | 114       | 421       | 39         |
| 2004 | 84.072      | 5.040.157   | 1,7         | 88         | 65         | 23         | 955                       | 1       | 123       | 458       | 39         |
| 2010 | 88.576      | 5.687.860   | 1,6         | 106        | 76         | 30         | 835                       | 1       | 118       | 501       | 49         |
| 2014 | 90.806      | 5.349.459   | 1,7         | 134        | 79         | 55         | 677                       | 1       | 250       | 554       | 57         |
| 2017 | 84.721      | 5.513.709   | 1,5         | 126        | 73         | 53         | 672                       | 1       | 167       | 554       | 61         |
| 2020 | 84.269      | 5.208.657   | 1,6         | 122        | 72         | 50         | 690                       | 1       | 133       | 560       | 60         |
| 2022 | 86.938      | 5.356.000   | 1,6         | 136        | 77         | 59         | 639                       | 1       | 165       | 534       | 60         |